# Wilfred (série de televisão)
Wilfred é uma série de televisão estadunidense de humor negro, criada por Jason Gann e Adam Zwar, remake da série de televisão australiana homônima. Foi exibida pelo FX até o final da terceira temporada entre 23 de junho de 2011 a 5 de setembro de 2013. A partir da quarta temporada, a série foi exibida no canal FXX até 13 de agosto de 2014.

## Enredo
Wilfred conta a história de Ryan Newman, um homem que luta para se dar bem na vida, quando conhece um amigo singular chamado Wilfred, o cachorro de estimação de seu vizinho. Enquanto todos vêem Wilfred apenas como um simples cachorro, Ryan o vê como um cruel e rabugento rapaz australiano usando uma fantasia de cachorro. Juntos, Wilfred e Ryan embarcam em aventuras e Wilfred ensina Ryan como superar os medos e simplesmente abraçar os desafios que aparecem em seu caminho, não importa o quão insano isso seja.

## Elenco
- Elijah Wood como Ryan Newman
- Jason Gann como Wilfred
- Fiona Gubelmann como Jenna Mueller
- Dorian Brown como Kristen Newman